# Arthur Mitchell (Tänzer)

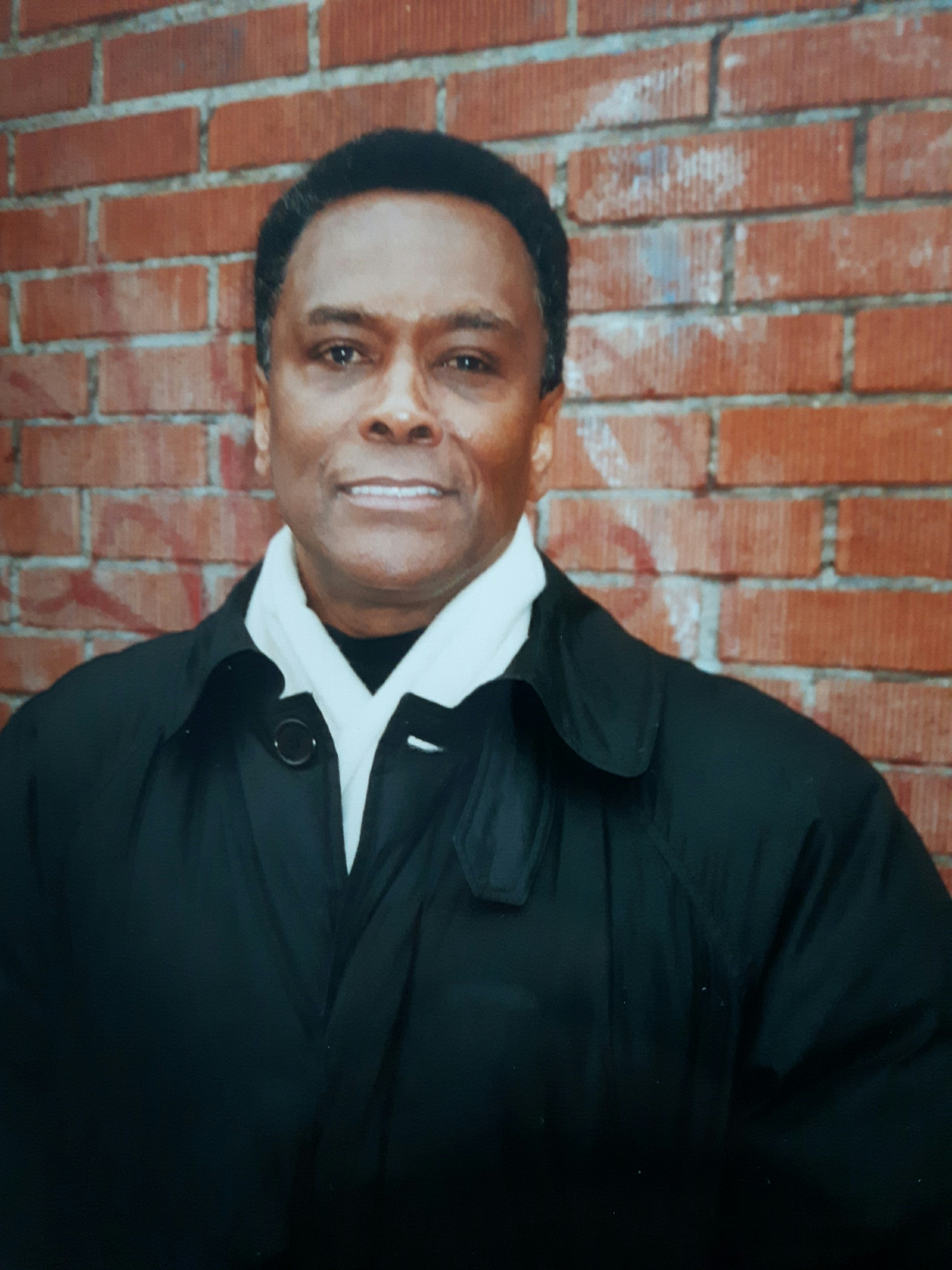
Arthur Mitchell, NY (1998)

Arthur Mitchell (* 27. März 1934 in Harlem, New York City; † 19. September 2018 in Manhattan, New York City) war ein US-amerikanischer Tänzer und Theatergründer.

## Leben
Mitchell besuchte die High School of Performing Arts und gewann ein Stipendium, das ihm die weitere Ausbildung zum Balletttänzer an der School of American Ballet ermöglichte. 1952 gab er sein Debüt als Balletttänzer in der Broadway-Oper Four Saints in Three Acts. 1954 trat er als Balletttänzer in Harold Arlens Musical House of Flowers an der Seite von Diahann Carroll, Geoffrey Holder, Alvin Ailey, Carmen De Lavallade und Pearl Bailey auf.

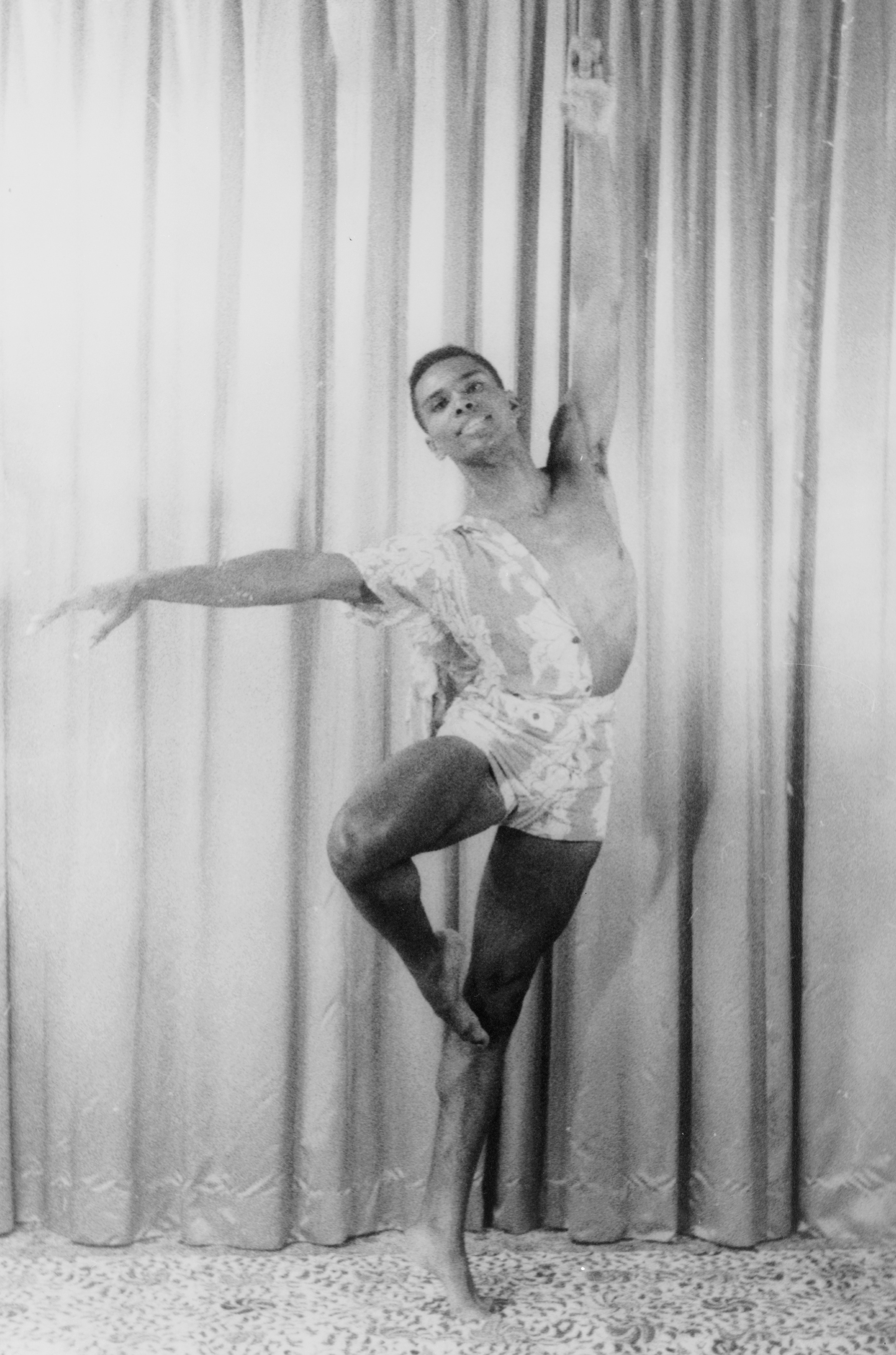
Arthur Mitchell (1955)

1955 wurde er Mitglied im Corps de Ballet des New York City Ballet (NYCB) und erhielt als erster schwarzer Tänzer der Ballettgeschichte eine Festanstellung bei einer führenden amerikanischen Ballettcompany. Dies war in Zeiten der sogenannten „Rassentrennung“ und des Rassismus in den Vereinigten Staaten eine Art Revolution – oder „eine Art passiver Widerstand. Ich auf der Bühne, in einem Ballett, mit meiner Hautfarbe gegen den Arm einer weißen Ballerina, das war eine klare Aussage. Und sie bedeutete mehr, als man in einer Rede von zwei Tagen hätte rüberbringen können“, so Arthur Mitchell im TV-Interview mit Annette von Wangenheim für den WDR.
In den 1950er Jahren verübte der Ku Klux Klan immer noch die brutalsten Morde an schwarzen US-Bürgern. Mitchell erinnerte sich: „Man arbeitet mit Leuten, die keine Vorurteile haben. Und dann geht man raus in die Welt und der Rassismus schlägt einem ins Gesicht. Es passierte oft, daß Leute nicht wollten, daß ihre Töchter mit mir tanzten. Oder sie protestierten, wenn ich mit dem New York City Ballet auf der Bühne neben einer jungen weißen Frau auftrat.“ Dann sagte George Balanchine: „Wenn Mitchell nicht tanzt, tanzt das New York City Ballet nicht.“
Arthur Mitchell tanzte in der Western Symphony, 1957 gelang ihm der internationale Durchbruch als Solist in Agon. In den folgenden Jahren war er am NYCB in Werken wie Ein Sommernachtstraum, Der Nussknacker, Bugaku und Arcade zu sehen. 1966 verließ er das NYCB und trat in verschiedenen Broadway-Shows auf. In Brasilien gründete er das Unternehmen National Ballet Company.

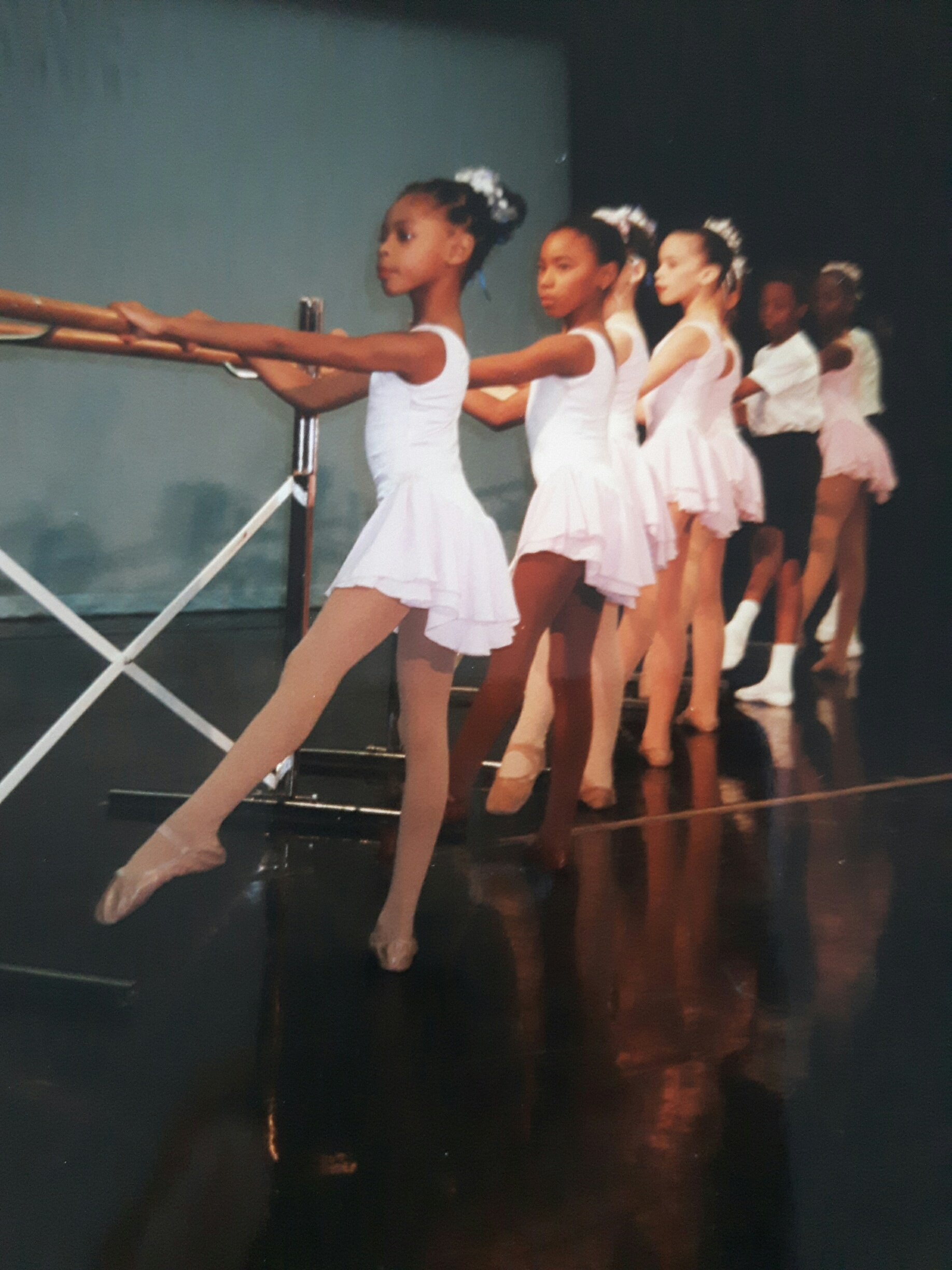
Ballettschule des Dance Theatre of Harlem, NY (1998)

1969 gründete er unter dem Eindruck der Ermordung von Martin Luther King in New York City das  Dance Theatre of Harlem  – „die weltweit erste klassische Ballett-Compagnie mit ausschließlich schwarzen Tänzern“ und eigener Ballett-Schule.
Mitchell war als afro-amerikanischer Balletttänzer in der Tanzkultur in den Vereinigten Staaten prägend.

## Auszeichnungen und Preise (Auswahl)
- 1993: Handel Medallion
- 1993: Kennedy-Preis
- 1994: MacArthur Fellow
- 1995: National Medal of Arts
- 1999: Hall of Fame des National Museum of Dance and Hall in Saratoga Springs
- 2001: Heinz Awards
- 2015: Four Freedoms Award
- Ehrendoktor des Hamilton College, der Brown University, des City College of the City University of New York, der Harvard University, der The Juilliard School, der New School for Social Research, der North Carolina School of the Arts und des Williams College

## Filmografie (Auswahl)
- 1967: Der Tag, an dem die Fische kamen (The Day the Fish came out)